# Салямова, Лейла Руслановна
Лейла Руслановна Салямова (24 марта 1999, Саратов — 12 января 2023, Лахденпохский район, Республика Карелия) — российская спортсменка, специализировавшаяся в прыжках в воду. Чемпионка России 2021 года в хай-дайвинге. Серебряный призёр чемпионата России 2015 года в синхронных прыжках с вышки.

## Биография
Родилась 24 марта 1999 года в Саратове.
В 2007—2017 годах занималась в отделении по прыжкам в воду СДЮСШОР № 11 у тренера Юрия Музакировича Гутякулова. Член сборной России по прыжкам в воду. Мастер спорта России (2012).
Финалистка чемпионата России 2013 года. В 2014 году стала бронзовым призёром Кубка России в синхронных прыжках с вышки в паре с Марией Казаковой.
11 января 2014 года принимала участие в эстафете олимпийского огня зимних Олимпийских игр 2014.
В 2015 году стала серебряным призёром чемпионата России в синхронных прыжках с вышки в паре с Анастасией Козловой, а также заняла 8 место в личном зачёте.
В 2017 году окончила среднюю школу № 66 г. Саратова. Затем поступила на факультет физкультуры и спорта Саратовского государственного университета имени Н. Г. Чернышевского.
В 2017 году завершила профессиональную спортивную карьеру. В 2018 году временно возобновила карьеру для участия в Кубке Поволжья, который выиграла в своей возрастной группе.
В 2017—2019 годах работала персональным тренером по плаванию в клубе «Спорт класс».
В августе 2019 года снялась в рекламе «Биржа Tele2», в которой выполнила прыжок с 10-метровой вышки.
Работала артистом шоу прыжков в воду Aqua Planet Jeju в Южной Корее.
В 2020 году возобновила спортивную карьеру, поменяв специализацию на хай-дайвинг. В 2021 году стала чемпионкой России в этой дисциплине. Тренировалась в Казани под руководством Игоря Ивановича Семашко.
В декабре 2021 года стала первой российской спортсменкой, попавшей на квалификационный отбор к чемпионату мира по хай-дайвингу. По результатам соревнований заняла 18 место и прошла квалификацию. Однако после переноса чемпионата мира соревнования по хай-дайвингу были отменены.
В 2022 году стала первой россиянкой, получившей wildcard на Мировую серию по клиффдайвингу. В августе приняла участие в этапе, проходившем в боснийском Мостаре.
Погибла в автокатастрофе 12 января 2023 года в 13:30 на трассе А-121 в Лахденпохском районе Карелии.